# شرابه‌دوزی
شرابه دوزی یکی از انواع رودوزی‌های سنتی است، که جزو صنایع دستی ایرانی به‌شمار می‌آید. شرابه دوزی از هنرهای رایج شهرهای اصفهان، قزوین، بندر ترکمن و بندرعباس می‌باشد.
به رشته و منگوله‌هایی که از کنار و حاشیه چیزی بیاویزند یا لوله‌هایی از شیشه باریک که از داخل آن‌ها نخ بیرون کنند را شرابه دوزی می‌گویند. از انواع این هنر برای تزیین پرده، رومیزی، روسری و قسمت‌های مختلف لباس مانند دور گردن، روی سینه، مچ دست و لبه دامن کودکان استفاده می‌شود.

## وسایل مورد نیاز
سوزن و نخ، پارچه‌هایی باریک به شکل نوار، ملیله، مروارید، پولک و …

## انواع دوخت شرابه دوزی
از شرابه دوزی می‌توان به شکل‌های مختلف برای تزیین لباس و لوازم استفاده نمود، و طرح خاصی روی پارچه پیاده نمی‌شود. از این جهت شرابه دوزی دارای انواع مختلفی است که برخی از انواع آن عبارتند از:
1. شرابه دوزی ساده
2. شرابه دوزی ساده الوان
3. نوع ساده نقش دار
4. نوع دالبری ساده
5. دالبرهای تقاطعی یا جفتی
6. شرابه زیگزاگی
7. شرابه زیگزاگی آویزدار دوبل
8. شرابه دوزی روی منگولهٔ منجوق